# 白斑雀鯛
白斑雀鯛（学名：Pomacentrus albimaculus），又名厚殼仔，为輻鰭魚綱鱸形目雀鯛科雀鯛屬下的一个种，目前已知分布在巴布亞紐幾內亞及台灣海域，深度10至20公尺，體呈卵圓形且側扁，吻短而鈍圓，體色淡褐色，尾柄上部具有一白色鞍狀斑，背鰭硬棘13枚、背鰭軟條14-15枚、臀鰭硬棘2枚、臀鰭軟條15-16枚，體長可達7公分，棲息在近岸的沙石底質海域，成小群或單獨活動，以藻類為食，繁殖期時成對出現，雄魚會守護魚卵直到卵孵化。

## 扩展阅读
- 維基物種上的相關：白斑雀鯛